# William Xavier Barbosa
William Xavier Barbosa (nacido el 22 de septiembre de 1983) es un futbolista brasileño que se desempeña como delantero.
Jugó para clubes como el Figueirense, Atlético Paranaense, Vasco da Gama, Botafogo, Vegalta Sendai, Vitória, KV Cortrique y Portuguesa.

## Trayectoria

### Clubes
| Club                | País    | Año         |
| ------------------- | ------- | ----------- |
| Comercial           | Brasil  | 2000        |
| Figueirense         | Brasil  | 2001        |
| Atlético Paranaense | Brasil  | 2001 - 2003 |
| Votuporanguense     | Brasil  | 2003        |
| Rio Branco          | Brasil  | 2004        |
| America             | Brasil  | 2005        |
| Vasco da Gama       | Brasil  | 2005 - 2006 |
| Botafogo            | Brasil  | 2006 - 2007 |
| Vegalta Sendai      | Japón   | 2007        |
| Vitória             | Brasil  | 2007        |
| Rio Preto           | Brasil  | 2008        |
| Botafogo            | Brasil  | 2008 - 2010 |
| KV Cortrique        | Bélgica | 2008 - 2009 |
| Santo André         | Brasil  | 2010 - 2013 |
| Portuguesa          | Brasil  | 2012        |
| Botafogo            | Brasil  | 2014        |